# ГАЗ Ермак
ГАЗ «Ермак» — опытный российский среднетоннажный низкорамный грузовой автомобиль, созданный с использованием узлов и агрегатов автомобиля ГАЗ-3310 «Валдай».

## Предыстория
Официально был показан в октябре 2011 года на сельхозвыставке «Агро Тех – 2011». Это была пробная партия для тестов. Прототипы были выполнены в двух вариантах — с задним приводом и импортным двигателем Cummins ISF 2.8L и с полным приводом и двигателем Cummins ISF 3.8L. Однако, на автосалоне «КомТранс» в сентябре 2013 года была представлена новая модель 4×2 с кабиной типа NEXT, получившая неофициальное название «ГАЗон NEXT» (с июня 2014 года официальное), которая и начала серийно выпускаться на Горьковском автомобильном заводе с сентября 2014 года. На выставке «СТТ» в июне 2014 года был представлен новый полноприводный (4х4) грузовик ГАЗ «Садко NEXT» грузоподъемностью 3 тонны, который в маркетинговой линейке заместит как существующую модель ГАЗ-3308 «Садко», так и несостоявшиеся полноприводные версии семейства ГАЗ «Ермак». Ориентировочное начало производства ГАЗ «Садко NEXT» – конец 2018 года.